# Juraj Bača
Juraj Bača, född den 17 mars 1977 i Komárno, Slovakien, är en slovakisk kanotist.
Han tog OS-brons i K-4 1000 meter i samband med de olympiska kanottävlingarna 2004 i Aten.